# Бекарюков, Захарий Иванович
Захар (Захарий) Иванович Бекарюков (ок. 1750 — 30 января (11 февраля) 1833) – генерал-майор армейской кавалерии РИА, командир Польского конного полка.

## Биография
Род берёт начало от Алексея Урюпина сына Бекарюкова, которому в 1543 году за службу царь Иван IV Грозный пожаловал земли в Костромском уезде. Получили право на дворянство и собственный герб: щит, разделённый на четыре части, на которых изображены красное сердце с пламенем, пронзённое золотой шпагой, золотой луч, серебряные шары и венчающий их шлем со страусиными перьями. Они внесены в шестую категорию Дворянской родословной книги, куда записывали только представителей древних родов. Несмотря на древность происхождения, Бекарюковы относились к провинциальному дворянству. В первой половине ХVII в. служили городовыми дворянами по Костроме; после отмены местничества родословную в Палату родословных дел не подавали; лишь один их представитель дослужился до чина московского дворянина. С введением Табели о рангах при Петре I, генерал З. И. Бекарюков на протяжении XVIII — XIX в. стал единственным представителем рода, выслужившего чин IV класса.
Родился Захар Иванович в семье дворянина подпоручика Ивана Ивановича Бекарюкова, владельца Бекарюковки (ныне Маломихайловка, Белгородской области), Корочанского уезда. Имел родных братьев: артиллерии поручика Прова, предводителя дворянства Корочанского уезда Курской губернии; флота капитан-лейтенанта Василия и артиллерии поручика Иоанна; сестёр Степаниду и Екатерину.

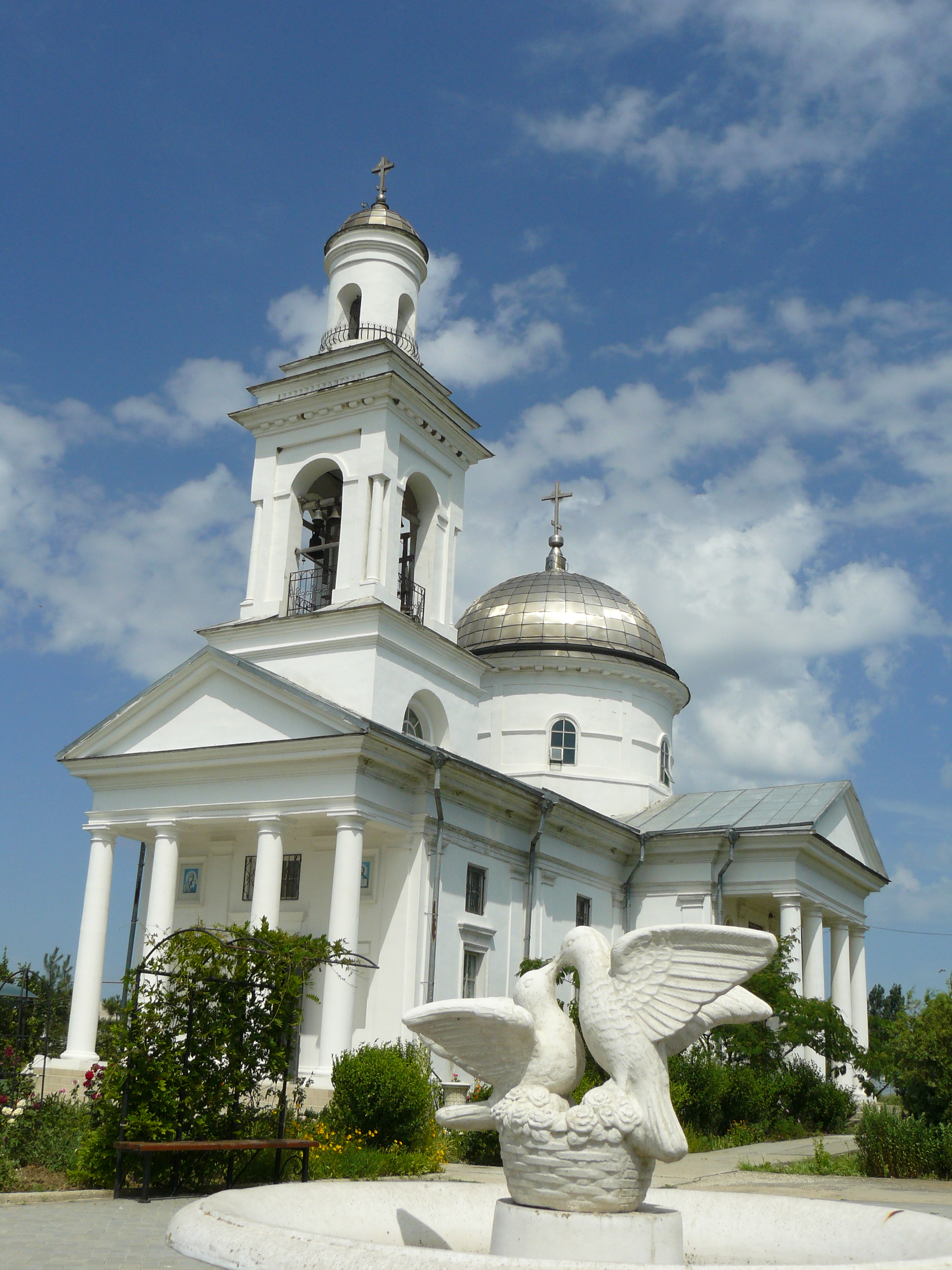
Восстановленная церковь в Насыпном

Состоял в службе с 1765 года. В 1781—1788 годах служил капитаном над мастеровыми при Московском арсенале, капитаном 2-го фузелерного, 1-го и 2-го канонерских полков Артиллерийского корпуса. Из артиллерии капитанов с 22 июня (3 июля) 1789 пожалован в чин подполковника армейской пехоты, назначен командиром 2-го батальона Кубанского егерского корпуса. Затем переведён подполковником в Чугуевский 1-й казачий регулярный полк (шеф — ген.-майор М. И. Платов). С 4 (15) августа 1797 переведён подполковником Чугуевского 2-го казачьего регулярного полка (шеф — ген.-майор И. П. Горич). С 23 декабря 1796 (3 января 1797) пожалован в полковники и переведён в конный полк генерал-майора К. И. Домбровского (Польский конный полк). С 18 (29) марта 1798 назначен полковым командиром конного Домбровского полка; с 23 сентября (4 октября) 1798 произведён в генерал-майоры, с оставлением в должности; с 16 (27) января 1799 назначен состоять генерал-майором по кавалерии, по штатам 1-й действующей армии (командующий ― ген. от инфантерии де Лассий М. П.), с оставлением в должности; с 18 (29) марта 1799 отставлен от службы.
Земельная Комиссия во главе с тайным советником сенатором И. В. Лопухиным согласно Указу от 19 мая 1802 года занималась упорядочением земельных отношений между таврическими помещиками и крымскими татарами. Эта комиссия утвердила за генерал-майором Бекарюковым дачу Курбаш, ныне Виноградное, и дачу Насыпкой на 800 десятин земельных угодий. Первыми поселенцами этих мест были крестьяне генерала Бекарюкова, которых он переселил сюда в 1804 году из имений в Курской и Харьковской губерний. Позже сюда стали переселяться крестьяне из других деревень Феодосийского уезда. Кроме того, по состоянию на 14 октября 1805 года Бекарюков владел Отузами в Кокташской волости Феодосийского уезда с населением в 89 душ мужского и 83 души женского пола.
Во время Отечественной войны 1812 года  генерал-майор З. И. Бекарюков был начальником ополчения Слободско-Украинской губернии.
В 1830 году генерал-майор З. И. Бекарюков построил в своем имении Насыпкой в Таврической губернии каменную церковь, освященную в честь иконы Божьей Матери Всех Скорбящих Радосте. Кроме Насыпкоя в приход входили: Ближняя Байбуга, Дальняя Байбуга, Камка-Чокрак, Коктебель, Колеч-Мечеть, Отузы, Петровка, Тамбовка и хутор Султановка. Церковный причт в то время составляли священник и псаломщик.
Круг знакомых генерала  П. С. Котляревского в Феодосию составили его старые боевые товарищи: З. И. Бекарюков, П. А. Ладинский, Таврический губернатор А. И. Казначеев, Новороссийский Бессарабский губернатор граф М. С. Воронцов, художник И. К. Айвазовский и другие.

## Семья
Семейная жизнь генерал-майора З. И. Бекарюкова стала поводом для начала работ по изменению верховной властью Российской империи законодательства, регулировавшего семейно-правовые отношения и вытекавшие из них последствия.  
Генерал З. И. Бекарюков был женат трижды. При жизни первой законной супруги — девицы Аграфены Игнатьевны Путилиной, он ещё дважды вступал в новые сожительства: в 1788 — с Елизаветой Беклемишевой, а по её смерти в 1806 г. — с Екатериной Драгневич. 21 и 22 сентября 1823 года он продал часть своего большого благоприобретенного феодосийского имения с виноградниками в Отузской долине Крыма третьей жене — Екатерине Драгневич, и ей же, с дочерью от третьего брака — Марией Захаровной Хрущевой, женой капитана (впоследствии отставного полковника) Гвардейского Генерального штаба, по духовной от 26 мая (7 июня) 1832, завещал всё оставшееся своё благоприобретённое имение:
«В Таврической палате гражданского суда 30 января 1833 года утверждено духовное завещание, учиненное умершим генерал-майором Захаром Ивановичем Бекарюковым 26 мая 1832 года, коим он завещал все благоприобретенное движимое и недвижимое имение, а именно: 1-е, Таврической губернии в Феодосийском уезде Высочайше пожалованную ему в Отузах дачу, названную Захарье-Отузскою, заключающую в себе хлебопахатной земли 29 дес. 1738 саж., под садами 18 дес. 1201 саж., сенокосной, с мелким лесом 46 дес., мелкого леса 1852 дес. 1321 саж., строевого и дровяного леса 228 дес., под речкой, канавой, дорогой и горой 551 дес. 2398 саж.. всего 2797 дес. 749 саж., из числа коей продано жене его Катерине Ивановой, урождённой Драгневичевой, с крестьянами 1605 дес., в той же долине состоящие виноградные сады, именуемые: Морской, Марьинской, Челебиев и Горской, все участки в Отузской долине находящиеся, также строения жилой дом, погреба и могазейны там же находящиеся; 2-е, село Насыпкой, при коем состоит земли удобной и неудобной 2133 дес. 744 саж., с господским домом, фруктовыми 2 садами и всем без изъятия строением, флигелями, 2 большими погребами и прочими хозяйственными обзаведениями; 3-е, землю, называемую Шеихская, лежащую при озере Баракольском (Боракольском), коей по примерному исчислению полагается 285 дес.; 4-е, дачу Каясан (Коясан), в коей заключается удобной и неудобной земли 2345 дес. 632 саж., из числа коей продано означенной жене его с крестьянами 240 дес., равно земля при деревне Харцыз-Шибан, состоящую, сколько по обмежевании окажется, со всеми находящимися при сих дачах строениями, хлебом, скотом и словом всякого без исключения принадлежностью; Курской губернии, Дмитровского на Свапе уезда, село Покровское Макарьевка, которой по 7-й ревизии состоит крестьян мужеска пола 102 души, с их семействами, женами и детьми обоего пола, со всем их имуществом, строением и всеми принадлежностями в том селении 130 четвертей с осьминой, лесами, землями, лугами, рыбными ловлями и всякими угодьями и всем что только там ему по дачам, крепостям и сделкам следовать будет; купленных им крестьян мужеска пола 30 и женска 33 души, с рожденными после того детьми обоего пола, живущих и положенных по 7-й ревизии Слободско-Украинской губернии, Волчанского уезда, в деревне Захарьевке, равно приобретенного им покупкой мужеска 20 и женска 16 душ, с рожденными после того детьми обоего пола, записанных Таврической губернии, Феодосийского уезда, при даче Захарье-Отузской и особо купленных мужеска 2 и женска 1 душу, с детьми их после ревизии рожденными, с их имуществом, и словом прочее имение в других губерниях состоящее, только где окажется или впредь оказаться может. Завещал жене его Катерина Ивановой, дочери коллежского советника Драгневича и дочери их Марье, находящей в замужестве за капитаном Гвардейского Генерального штаба Хрущовым; цену же всему оному имению и крестьянам объявил по совести 100 000 рублей. Завещание писано на простой бумаге; по утверждении сего завещания взыскано 300 руб., пошлин взыскано сообразно указам 1731 марта 17, 1808 октября 28, 1821 ноября 24, и мнения Государственного совета 1826 годов июня 9, по числу десятин, за исключением следуемой жене Бекарюкова указной части 18 582 руб. 85 коп. с суммы 111 498 руб. 15 коп. ассигнациями 4 455 руб., серебром 4 руб. 92 коп.,   и за акт 10 руб.» 
По законам Российской империи того времени, вступление в повторный брак при жизни первой супруги, с которой брак не был расторгнут законным образом, считалось уголовным преступлением, за которое полагались ссылка и каторга.  После смерти Беклемишевой Бекарюков пытался законным образом развестись с Аграфеной, однако Синод решение о разводе не утвердил, поскольку не обнаружил в присланных документах свидетельства попыток примирить супругов. После этого слободско-украинский епископ Христофор, убеждая чету Бекарюковых возобновить сожительство, предупредил генерала, что ему никогда уже не будет дано дозволение на вступление в новый брак. И тем не менее З. И. Бекарюков незаконно обвенчался с Драгневич и двадцать шесть лет находился с ней в сожительстве. В их браке родилась дочь Мария, на момент кончины генерала бывшая замужем за полковником Генерального штаба Хрущевым. Своим завещанием Бекарюков благоприобретённое имение утвердил за Екатериной Драгневич и их замужней дочерью, а родовое имение оставил сыну от первого брака Ивану.  
Духовная и купчие З. И. Бекарюкова, им данные в пользу третьей жены — урождённой Екатерины Драгневич, были оспорены в гражданском ведомстве первой законной женой — ген.-майоршей А. И. Бекарюковой, и её сыном — коллежским асессором Иваном Захарьевым Бекарюковым. В духовном ведомстве они же возбудили дело о признании брака с Е. Драгневич недействительным. В июле 1838 года Синод признал третий брак генерала недействительным. Несмотря на это, в 1839 году Курская гражданская палата вынесла благоприятное решение для Е. Драгневич исходя из факта её 26-летнего (пусть и незаконного) брака с З. И. Бекарюковым. Гражданское дело в итоге попало в Сенат, который, хотя и косвенно, признал то же факт, назвав Драгневич «женой». Потом, за разногласием его членов, дело было передано в Государственный Совет, где большинство утвердилось во мнении, что раз на основании решения духовных органов брак Бекарюкова и Драгневич признан недействительным, то светской власти остается только лишить Драгневич права носить фамилию Беркарюкова, а также лишить её и Хрущеву права на ука́зную долю в наследственном имуществе.
Старый боевой товарищ З. И. Бекарюкова генерал от инфантерии Пётр Степанович Котляревский, по просьбе его дочери — полковницы М. З. Хрущевой, в 1844 подал на высочайшее имя прошение о пересмотре решения Государственного Совета. Для рассмотрения дела о незаконности брака Бекарюкова с Драгневич, о признании недействительными актов, составленных генералом в пользу Драгневичевой, о правах семьи от третьего брака на обширные имения умершего генерала, по высочайшему повелению был образован Особый комитет при Государственном совете, в который вошли: председатель Государственного совета, председатели его департаментов, министр юстиции, обер-прокурор (глава) Святейшего Синода и главноуправляющий II-м отделением С. Е. И. В. канцелярии. Комитет в ходе своей работы не ограничился задачей оценить решение Государственного Совета по указанному делу, а поставил вопрос шире: о необходимости пересмотра законодательства в этой сфере, и в 1845 г. разработка этого вопроса была передана во II отделение императорской канцелярии. Спроектированные II отделением изменения в Свод законов гражданских (ч. 1 т. X СЗРИ) были внесены в Государственный Совет и им одобрены. 6 (18) февраля 1850 император утвердил это одобрительное мнение. Закон от 6 февраля 1850 г. стал одним из важнейших российских нормативных актов XIX в. в брачно-семейной сфере.  
Исследование дела о третьем браке покойного генерал-майора З. И. Бекарюкова стало той причиной, по которой последовала немедленная корректировка брачно-семейных норм, таких как: применение института исковой давности; разграничение процессуальных норм полномочий духовной и светской власти в вопросах о признании законности или незаконности брака и их последствий; установление более четкого регулирования взаимодействия духовной и светской власти; устранение двусмысленности норм и формулировок Свода законов гражданских, многие из которых были основаны на решениях по частным делам и противоречили церковным установлениям о браке; устранение других законодательных проблем, имевших вековую историю.  Впервые в российском гражданском законодательстве чётко разграничивались нормы о прекращении брака смертью, о расторжении брака (развод) и о признании брака недействительным. Благодаря новому закону впервые было четко определено, какие вопросы рассматриваются в церковном суде, какие — в светском гражданском, а какие — в светском уголовном.   
Вследствие кончины ген.-майорши А. И. Бекарюковой (Путилиной) и последовавшей вскоре после того кончины ген.-майорши Е. И. Бекарюковой (Драгневич), в конечном итоге благоприобретённое недвижимое имение ген.-майора З. И. Бекарюкова в Крыму, в Отузской долине, осталось во владении Драгневичей и их родственников — Хрущевых. Наследники генерала по первому его браку остались владельцами родовых харьковских и воронежских имений и большей частью были похоронены в родовом волчанском имении матери и бабушки — ген.-майорши А. И. Бекарюковой.
- Первый (законный) брак:

Жена — Аграфена (Агриппина) Игнатьевна Бекарюкова, урождённая Путилина (1758—4 (16) декабря 1842). Подполковница Аграфена Игнатьева дочь Бекарюкова, по материалам 5-й ревизии — 1795, помещица слб. Лутовиновой, Ливенского уезда , Воронежского наместничества (имение – 13 крепостных муж. пола душ); сл. Покровское, Лутовиново тож (104 муж пола), того ж уезда; сл. Лутовиновой, 309 муж. пола душ, того ж уезда.
- -     - Сын — Иван Захарович Бекарюков (1784—между 1860 и 1867), коллежский асессор, почётный смотритель Бирюченского уездного училища Воронежской губернии, кавалер ордена Иоанна Иерусалимского (30.08.1802). Жена — Матрёна Eмельяновна, урожд. Лачинова (1802—3.07.1835), дети: Прасковья (14.11.1824—ок. 1920), в замужестве Искрицкая, жена Михаила Александровича Искрицкого (1.03.1810—1857[23]), воспитанника Царскосельского лицея, камер-юнкера, статского советника, чиновника особых поручений при черниговском, полтавском и харьковском ген.-губернаторе, по линии матери — племянника писателя Фаддея Венедиктовича Булгарина; Варвара (20.01.1826—после 1899), в замужестве Шрётер, жена врача Александра Григорьевича (Александра—Готлиба) Шрётера (17.01.1807—10.01.1890), действительного статского советника (при отставке 26.04.1853), служившего по ведомству М-ва государственных имуществ; Аграфена (8.06.1828—после 1899), в замужестве Коростовцева, жена флота капитан-лейтенанта Глеба Ивановича Коростовцева; Захар (2.09.1829—5.07.1886), гвардии ротмистр[24], статский советник[25], председатель Харьковской губернской земской управы, член Попечительства Харьковского реального училища, почётный мировой судья Волчанского уезда; Дмитрий (27.10.1830—после 1899), гвардии поручик[26], почётный мировой судья Волчанского уезда; Александра (1.03.1832—после 1899), в замужестве Герасимова; Василий (1.1.1834—9.4.1900), гвардии поручик[27], предводитель дворянства и почётный мировой судья Волчанского уезда; Анна (3.7.1835—20.06.1899), в замужестве Гревс, жена Михаила Михайловича Гревса (23.08.1833—1894), мать историка Ивана Михайловича Гревса. [28][29]
- Второй брак с 1788 года, фактический незаконный, юридически таковым не был признан в связи с давностью смерти второй супруги:

Жена — Елизавета Бекарюкова, урождённая Беклемишева, умерла до 1806 года. Брак бездетен. 
- Третий брак с 1806 года, признанный Синодом незаконным:

Жена — Екатерина Ивановна Бекарюкова, урождённая Драгневич (?—1846), дочь надворного советника (31.12.1806) Ивана Васильевича Драгневича, состоявшего в службе с 1781 губернским секретарём Курского губернского магистрата Курского н-ва, впоследствии коллежский асессор, во второй половине 1780-х годов служивший, в том же наместничестве, курским губернским казначеем, а в 1810-х – секретарем курского гражданского губернатора. Сестра курского помещика, полковника Отдельного корпуса жандармов Виктора Ивановича Драгневича (?—26.07.1848), в крещении — Ваптоса Драгневича, в мемуарной литературе — Вантоса Драгневича, в популярной библиографии необоснованно причисляемый к выходцам из Сербии. Другой её брат — Василий Иванович Драгневич, директор Екатеринославской суконной фабрики, ведомства Комиссариатского д-та Военного м-ва, статский советник и кавалер, помещик Курского у. Курской губ., Павлоградского у. Екатеринославской губ. и Феодосийского у. Таврической губ, после смерти сестры, совместно с племянницей — полковницей М. З. Хрущевой, стал совладельцем феодосийского имения, неоднократно был соответчиком по кредитным сделкам в отношении того имения.
Виктор Иванович Драгневич, вместе с братом — Василием, с 26 марта 1795 года вступил в военную службу кадетом Черноморского Морского корпуса в Херсоне. С 24.07.1796 года произведён в гардемарины, с 2.08.1799 — в мичмана, с 27.08.1804 разжалован в матросы, в 1805 году возвращён ему чин мичмана, с 2.05.1808 — флота лейтенант, с 17.02.1816 года по прошению, поданному прежде 1.01.1816, из лейтенентов 59-го корабельного экипажа уволен от службы флота капитан-лейтенантом. За период флотской службы в составе эскадр Черноморского и Балтийского флотов ходил в Черном и Балтийском морях, Адриатике и Архипелаге, участвовал в Русско-турецкой войне 1806—1812 годов, командовал бригом «де ла Грация (Делаграция)». В течение нескольких морских кампаний состоял адъютантом при вице-адмирале Д. Н. Сенявине, в т. ч. в Ревеле (1811—1812). Участник Дарданелльского и Афонского сражений. За отличие, оказанное в Афонском сражении, пожалован кавалером ордена Святой Анны 3 степени (1.03.1807). После увольнения с флотской службы, с переименованием в титулярные советники, служил чиновником 9-го класса Комиссариатского департамента Военного министерства. С 27.06.1819 пожалован в коллежские асессоры, затем в надворные советники, и в том чине служил управляющим Глушковской комиссией для приёма сукон (Глушковской комиссариатской комиссией) того же ведомства. В том чине и в той должности пожалован кавалером ордена Святого Владимира 4 степени (26.06.1823) и 5 июня 1825 года, в той же должности, произведён в чин коллежского советника, со старшинством с 13 апреля 1825. В том чине, с 11 мая 1827 по 9 декабря 1830 года — советник Курского губернского правления. С 9 декабря 1830 года определён на службу в Отдельный Корпус жандармов, с переименованием в чин подполковника и назначением к начальнику 3-го округа Корпуса жандармов (квартира в Вильно), ген.-майору Лесовскому, по особым поручениям. Участник подавления Польского восстания 1830—1831 годов, служил в должности генерал-гевальдигера штаба Действующей армии. Пожалован орденами Святой Анны 2 степени (29.08.1831) и Святой Анны 2 степени, с императорской короной (19.03.1832), награждён польским знаком отличия за военное достоинство «Virtuti militari» 3 степени (31.12.1831). Впоследствии состоял во 2-м и 8-м округе Корпуса жандармов, служил в Орловской и Курской губерниях. С 26.03.1839 года пожалован в полковники Корпуса жандармов. В том чине, того же ведомства, исключен из списков умершим 26 июля 1848 года. Кроме вышеуказанных, «в воздаяние отлично-усердной и ревностной службы», пожалован кавалером орденов Святого Станислава 3 степени (07.04.1835) и Святого Владимира 3 степени (11.04.1843), имел знак отличия «Беспорочная служба XXXV» (22.08.1842). Помещик недвижимого имения, состоящего в сельце Марьине, на речке Сухой Клюкве, с деревнями Халиной и Коноревой, Курского уезда Курской губернии.
- - Дочь — Мария Захарьевна Хрущёва (1816—1883), единокровная сестра Ивана Захаровича Бекарюкова, племянница Виктора и Василия Ивановичей Драгневичей, была замужем за полковником Генерального штаба Николаем Васильевичем Хрущёвым.